# Папикян, Арсен Борисович
Арсе́н Бори́сович Папикя́н (1 января 1972 года, Армавир, РСФСР, СССР) — советский и российский футболист, полузащитник и защитник, футбольный тренер.

## Клубная карьера
Первым профессиональным клубом был «Нарт» Черкесск. С 1991 по 1992 год играл в «Динамо» Ставрополь. 29 марта 1992 года дебютировал в чемпионате России, в матче против московского «Динамо» вышел в конце тайма. Всего за «Динамо» провёл 121 игру, из которых в высшей лиге 66. В 1995 году играл за новороссийский «Черноморец». 13 мая 1995 года дебютировал за клуб в матче высшей лиги против «Ротора», ушёл с поля в середине матча. Всего за новороссийский клуб отыграл 8 матчей, после чего вернулся в ставропольское «Динамо». В дальнейшем играл за команды из низших дивизионов России.

## Карьера тренера
С 2009 по 2013 год тренировал армавирское «Торпедо». С 2013 по 2016 год являлся помощником тренера в «Кубани», с 26 апреля по 3 мая 2016 был и. о. главного тренера команды. С возвращением в команду Дана Петреску в июне 2016 года вошёл в его тренерский штаб.
26 июня 2016 года был назначен главным тренером «Армавира».

## Семья
Сын Давид (род. 2001) также футболист.
Дочь Алина
(род. 1997)